# Nikomidinó
Nikomidinó (Vorénos, Nikomidino) är en ort i Grekland.   Den ligger i prefekturen Nomós Thessaloníkis och regionen Mellersta Makedonien, i den nordöstra delen av landet, 300 km norr om huvudstaden Aten. Nikomidinó ligger 144 meter över havet och antalet invånare är 561.
Terrängen runt Nikomidinó är kuperad söderut, men norrut är den platt. Runt Nikomidinó är det ganska glesbefolkat, med 24 invånare per kvadratkilometer. Närmaste större samhälle är Néa Apollonía, 14,0 km öster om Nikomidinó. Trakten runt Nikomidinó består i huvudsak av gräsmarker.